# Martin Arz
Martin Arz, magyaros írásmóddal Arz Márton (Mártonhegy, 1738. szeptember 3. – Szászsebes, 1805. október 1.) evangélikus lelkész.

## Élete
Nagyszebeni polgárcsaládból származott; azért született Mártonhegyen, mert anyja oda menekült a pestis elől. A gimnáziumi osztályokat Nagyszebenben végezte, ezután 1759 novemberében a tübingeni egyetemre ment, ahol Samuel von Baussner ajánlására ingyenes ellátást kapott. Innen fél év múlva Erlangenbe ment át másfél évre, utána Jénába, ahol szintén másfél évet töltött. 1763. június 17-én érkezett vissza Nagyszebenbe, egy év múlva a gimnázium conrectora, majd 1772. március 11-én rektora lett. Négy és egy negyed év múlva Szászorbóra hívták meg lelkésznek; 1781. szeptember 28-án pedig Szászsebes választotta meg lelkészéül. Az ő munkálkodásának tudható be, hogy 1784-85-ben a fiúiskola új épületet kapott, majd pár évre rá leányiskolát is létesítettek, a tanítók fizetését pedig megemelték.
Három fia közül Martin és Johann szintén lelkészek lettek, Georg Michael pedig az orvosi hivatást választotta.
Hét darab kéziratban maradt munkája, amelyeket nagyrészt 1792-ben írt, az erdélyi szászok történetére és jogaik védelmére vonatkozik.